# L'Enfant de la grande ville
Pour plus de détails, voir Fiche technique et Distribution.
L'Enfant de la grande ville ou Enfants de la Cité (Ditya bolshogo goroda) est un film russe réalisé par Evgueny Bauer, sorti en 1914.

## Synopsis
Manetschka, jeune couturière, vit depuis son enfance dans la misère, et cherche à s'en sortir. Elle rencontre par hasard Viktor, jeune homme, lui, à la recherche d'un amour pur. 
Les années passent, voyant le couple se désunir. Viktor, délaissé et ruiné, finira par se suicider, dans l’indifférence de sa femme.  

## Fiche technique
- Titre original : Дитя большого города (Ditya bolshogo goroda)
- Titre français : L'Enfant de la grande ville
- Réalisation : Evgueny Bauer
- Scénario : Evgueny Bauer
- Pays d'origine : Russie
- Format : Noir et blanc - 35 mm - 1,33:1 - Muet
- Durée : 37 minutes
- Dates de sortie : Empire russe : 5 mars 1914 ;

## Distribution
- Yelena Smirnova : Manetschka
- Nina Kosljaninowa : Manetschka enfant
- Michael Salarow : Viktor Krawzow
- Arseniy Bibikov : Kramskoi, l'ami de Viktor
- Emma Bauer : la danseuse